# Ebba Leijonhufvud (1860–1937)
Ebba Ulrika Sofia Leijonhufvud, född 25 augusti 1860 i Svea livgardes församling, Stockholms stad, död 8 februari 1937 i Hovförsamlingen, Stockholms stad, var en svensk hovfröken.

## Biografi
Leijonhufvud föddes 1864 i Svea livgardes församling, Stockholm. Hon var dotter till Axel Leijonhufvud och Ebba Sparre af Söfdeborg. Leijonhufvud var från 28 mars 1888 till 9 november 1914 hovfröken hos änkehertiginnan Teresia av Sachsen-Altenburg. Hon tilldelades 18 september 1897 Konung Oscar II:s jubileumsminnestecken och 6 juni 1907 Konung Oscar II:s och Drottning Sofias guldbröllopsminnestecken. Hon avled 1937 i Stockholm.